# 1246 Chaka
1246 Chaka è un asteroide della fascia principale del diametro medio di circa 18,11 km. Scoperto nel 1932, presenta un'orbita caratterizzata da un semiasse maggiore pari a 2,6189886 UA e da un'eccentricità di 0,3088255, inclinata di 16,05821° rispetto all'eclittica.
Il suo nome fa riferimento a Shaka, il primo sovrano del Regno Zulu.